# Kykula (Kysucké Beskydy, 1087 m)
Kykula (polsky Kikula, 1087 m n. m.) je hora v Kysuckých Beskydech na slovensko-polské státní hranici. Nachází se v hlavním hřebeni mezi vrcholy Vreščovský Beskyd (875 m) na severu a Magura (1073 m) na východě. Jihozápadním směrem vybíhá z hory rozsocha klesající přes vrchol Zanka (922 m) k soutoku Hanzlova potoka a potoka Oščadnica. Další rozsocha směřuje severozápadním směrem k vrcholu Rovná Poľana (903 m). Severovýchodní svahy hory spadají do údolí potoka Radecki. Přes vrchol prochází Hlavní evropské rozvodí a dálková turistická trasa Główny Szlak Beskidzki.

## Přístup
- po červené značce  z Vreščovského sedla nebo z Veľké Rači
- po zelené značce  s rozcestí Moravské
- po žluté značce  z obce Oščadnica

## Související články

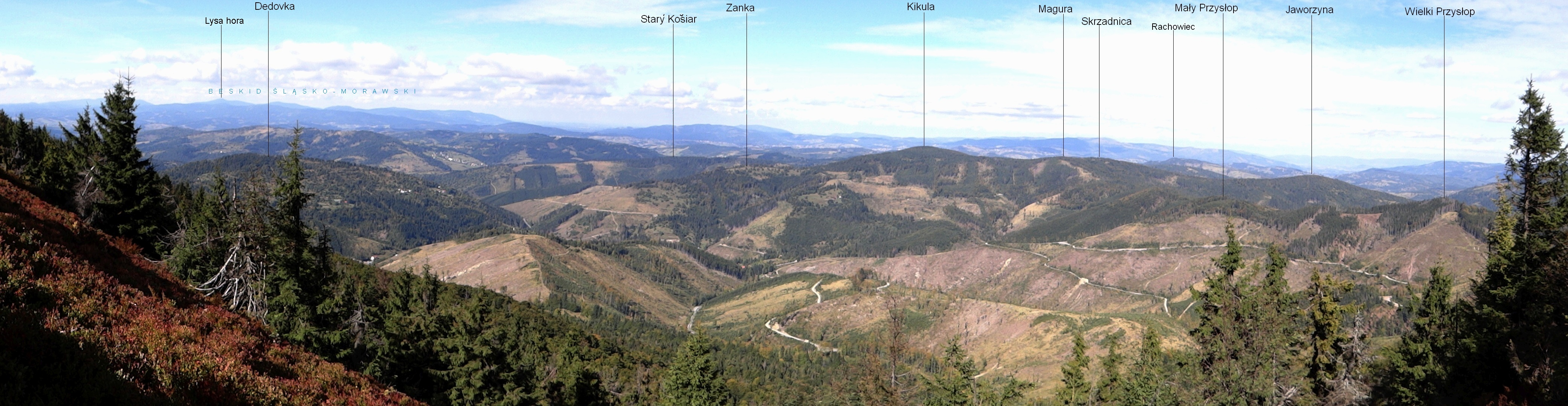
Kykula z Veľké Rači